# Martin Solveig
Martin Solveig, właściwie Martin Laurent Picandet (ur. 22 września 1976 w Neuilly-sur-Seine) – francuski DJ i producent muzyki elektronicznej, gospodarz cotygodniowego programu radiowego pt. ‘C’est la vie’ na francuskich stacjach FG DJ Radio.

## Dyskografia

### Albumy studyjne
- Sur la terre (2002)
- Suite (2003)
- Hedonist (2005)
- C’est la vie (2008)
- Smash (2011)